# Prince Yuge
Le Prince Yuge (弓削皇子 ; ? – mort le 21 août 699) est un prince japonais file de l'empereur Temmu et de la princesse Ōe, fille de l'empereur Tenji. Son frère est le prince Naga. Peut-être était-il destiné au Kofun de Takamatsuzuka.